# Шодуар Антуан
Антуан Шодуар (8 жовтня 1749, Тесс — 20 лютого 1824) — відомий нідерландський теолог, автор багатьох праць.

## Біографія
Народився в Тесс (Спа) 8 жовтня 1749 р. Навчався в латинських школах Маастріхта, після чого вступив до університету Франекера (Фрисляндія), на факультет філософії та теології. Пастор у Лейдені (1776-1779). У 1787 р. посів кафедру філософії, метафізики й астрономії у Франекері, але ще рік не був затверджений офіційно на цій посаді. Став у 1795 р. членом наукового товариства в Гарлемі. У 1807 р. А. Шодуар вирішив припинити наукову діяльність і протягом кількох років подорожував по Франції, Німеччині, Англії, Швейцарії, Польщі. 
У 1819 р. А. Шодуар осів у Лейдені. Згодом знову почав мандрувати і не повертався на батьківщину до 1823 р. В архіві зберігаються окремі документи до його біографії, зокрема метрика про народження, свідоцтво про смерть сина Якуба Губерта Шодуара (1777-1794?), який народився у шлюбі Антуана з Марією Констанцією Шодуар, заповіт, а також творчі матеріали (рукописи з ботаніки й орнітології), листування, переважно родинного характеру. Серед адресантів - Женні і Ніна Оберт (1820-1821), Роберт Оберт (1808-1820), Н. Н. Шиллінг (1807), Анетта Шодуар (1800), Я. Й. Шодуар (1802-1821), Марі Катерина Шодуар (1798-1801) та ін. 
Після смерті Антуана 20 лютого 1824 р. його майно згідно із заповітом успадкував брат Ян Йозеф, що засвідчує постанова Земського суду Житомирського повіту Волинської губернії від 20 квітня 1824 р..